# Raaban
Robbin Christofer Dennis Söderlund, känd under artistnamnet Raaban, född 30 april 1987 i Borås Gustav Adolfs församling, Älvsborgs län, är en svensk diskjockey och musikproducent.
Raaban började sin karriär i Sverige och har producerat musik för bland annat internationellt erkända varumärken för användande i reklamfilm, Idoldeltagaren Rabih Jaber och Stockholm Syndrome (musikgrupp). 2015 startade Raaban tillsammans med Martin Tungevaag DJ-duon Tungevaag & Raaban. Duon har haft stor framgång med sin låt Samsara som släpptes tidigt 2015. Samsara har i dagsläget sålt 4x platinum i Norge, 2x platinum i Sverige och har toppat spotifylistor i Norden med över 30 miljoner lyssningar.

## Diskografi

### Album
- 2011 – One of a kind (EP)

### Singlar
- 2015 - Samsara med Tungevaag & Raaban
- 2015 - Parade med Tungevaag & Raaban
- 2015 - Russian Roulette med Tungevaag & Raaban
- 2016 - Wolf med Tungevaag & Raaban
- 2016 - Magical med Tungevaag & Raaban
- 2024 - Dumb

### Artistsamarbeten
- 2011 - Millionaire med Rabih Jaber
- 2011 - Lady Luck med Yuka Masaki
- 2012 - Pretty Girls med Stockholm Syndrome (musikgrupp)